# 埃奇冰川
82°29′S 51°7′W / 82.483°S 51.117°W
埃奇冰川（英語：Edge Glacier）是南極洲的冰川，位於伊利沙伯女皇地，處於彭薩科拉山脈地區，美國地質調查局根據測量和該國海軍的空中照片繪入地圖，現時由南極條約體系管理。